# Braone
Braone (im camunischen Dialekt Braù) ist eine Gemeinde in der Provinz Brescia, Lombardei mit 690 Einwohnern (Stand 31. Dezember 2023).
Der Ort liegt etwa in der Mitte des Valcamonica. Die Nachbargemeinden sind Breno, Cerveno, Ceto, Losine und Niardo.

## Weblinks

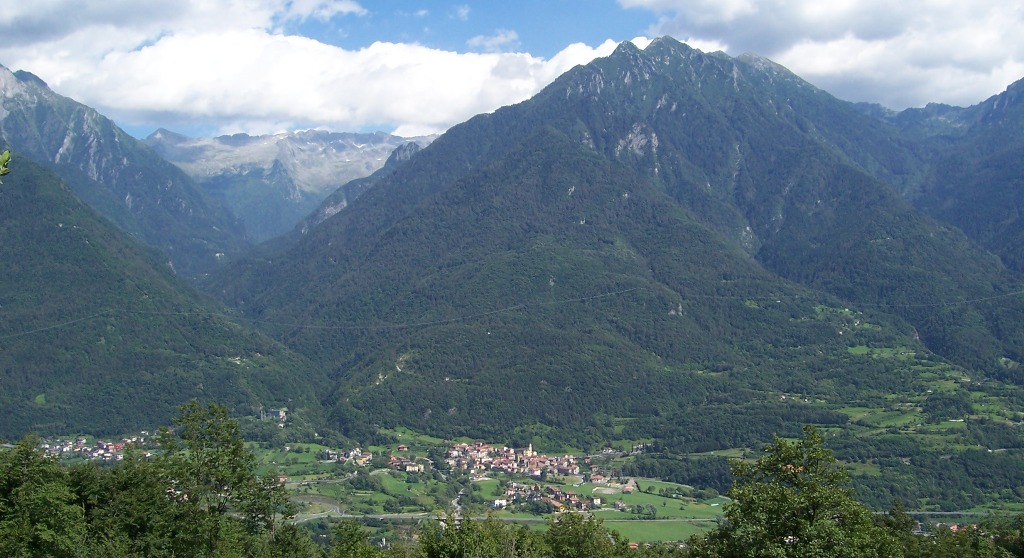
Blick auf Braone

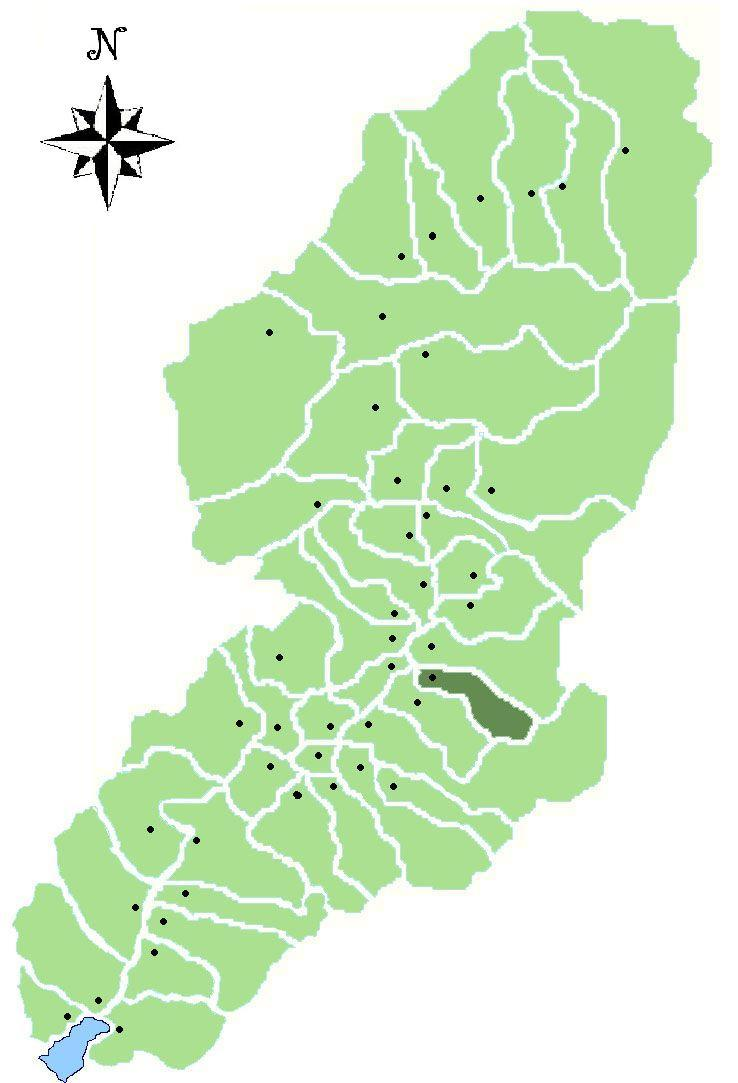
Das Gebiet von Braone im Val Camonica